# Maria Del Monte (attrice)
Maria Del Monte, pseudonimo di Maria Esposito (Napoli, 24 ottobre 1945 – Napoli, 23 dicembre 2022), è stata un'attrice e cantante italiana.
Fu un'attrice caratterista, conosciuta per la sua partecipazione nei film accanto a Alessandro Siani, Maurizio Casagrande e Vincenzo Salemme.

## Carriera
Nata a Napoli il 24 ottobre 1945, iniziò giovanissima a recitare, interpretando ruoli da caratterista.
Nel 1964 incise, con la collaborazione di Beniamino Maggio, Trottolino, Pietro De Vico e Lino Crispo,  scenette comiche su 45 giri. Nel 1976 partecipò alla registrazione del disco di Mario Trevi Mario Trevi recita le sue sceneggiate nel ruolo di 1º attore (in quel periodo faceva parte della Compagnia Teatrale di Trevi). Con lo stesso Trevi reciterà a teatro, nelle sceneggiate 'O mariuolo (1975), Astrignete a mme (1980), Papà (1980), e in televisione, nella trasmissione Stasera Napoli... (1981) su Napoli Canale 21. Nel 1979 debuttò al cinema nel film di Mario Bianchi Napoli storia d'amore e di vendetta, con Mario Da Vinci, Sal Da Vinci e Nunzio Gallo.
Affiancò Mario Merola in tournée negli Stati Uniti e in Canada. Nello stesso periodo partecipò allo spettacolo teatrale Sanremo, ieri, oggi e domani con Nilla Pizzi, Albano, Romina e Giorgio Consolini. Nel 1988, per l'etichetta discografica Phonotype incise il 33 giri Macchiette femminili di Cafè Chantant con brani comici di Gigi Pisano e Giuseppe Cioffi, più l'inedito Alonzo di Alberto Sciotti e Tony Iglio. Nel 2001 recitò in Aitanic, ricevendo la candidatura al premio David di Donatello.
Tra gli altri film in cui lavorò, L'imbroglio nel lenzuolo; Scintille d'amore e Reality. In teatro recitò in Napoletani a Broadway, di e con Carlo Buccirosso, in La vita è una cosa meravigliosa, ancora di e con Buccirosso, in Mandragola di Niccolò Machiavelli, accanto a Peppe Barra nell'allestimento in napoletano di Franco Cutolo (ottenendo recensioni positive), e in La Gatta Cenerentola di Roberto De Simone. Nel 2008 tornò alla sceneggiata con Cuore sul palco, di Antonio Ottaiano, esibendosi anche al Teatro Brancaccio di Roma. Dal 14 maggio al 18 giugno 2014 prese parte alla serie TV Furore, trasmessa da Canale 5, interpretando il personaggio di Filomena Fiore. Nello stesso anno ebbe una parte nel film Si accettano miracoli, con la regia di Alessandro Siani.
Maria Del Monte è morta il 23 dicembre 2022 all'età di 77 anni. I funerali sono stati celebrati nella chiesa di San Ferdinando in piazza Trieste e Trento a Napoli.

## Teatro
- Casa con panorama di Vittorio Paliotti
- 'A figliata di Raffaele Viviani
- Tre pecore viziose di Eduardo Scarpetta
- Miseria e nobiltà di Eduardo Scarpetta
- L'amico di papà di Eduardo Scarpetta
- Annella 'e Porta Capuana di Gennaro Davino
- Ramoscello d'ulivo di Peppino De Filippo
- 'A morte 'e Carnevale di Raffaele Viviani, con Nino Taranto e Carlo Taranto
- Le pillole d'Ercole di Charles Maurice Hennequin e Paul Bilhaud
- La palla al piede di Georges Feydeau
- Sarto per signora di Georges Feydeau
- L'ospite clandestino adattamento di Benedetto Casillo, tratto da Caviale e lenticchie di Giulio Scarnicci e Renzo Tarabusi
- La fortuna viene da dentro l'armadio
- La Mandragola adattamento di Franco Cutolo dall'opera di Niccolò Machiavelli
- La gatta Cenerentola adattamento di Roberto De Simone dell'opera di Giambattista Basile
- L'opera buffa del giovedì santo di Roberto De Simone
- Eden Teatro di Raffaele Viviani
- 'O mariuolo di Aniello Langella, con Mario Trevi
- Astrignete a mme di Francesco Martinelli, con Mario Trevi, Trottolino e Maria Di Maio
- Papà di Francesco Martinelli, con Mario Trevi, Trottolino e Maria Di Maio
- Il convento, con Mario Da Vinci
- Vogliamoci tanto bene di Carlo Buccirosso
- Napoletani a Broadway di Carlo Buccirosso
- Cuore sul palco di Antonio Ottaiano

## Filmografia
- Napoli una storia d'amore e di vendetta, regia di Mario Bianchi (1979)
- Non lo sappiamo ancora, regia di Stefano Bambini, Alan De Luca e Lino D'Angiò (1998)
- L'amico del cuore, regia di Vincenzo Salemme (1998)
- Amore a prima vista, regia di Vincenzo Salemme (1999)
- Il grande botto, regia di Leone Pompucci (2000)
- Aitanic, regia di Nino D'Angelo (2001)
- Scintille d'amore, regia di George Zaloom (2001)
- Certi bambini, regia di Andrea Frazzi e Antonio Frazzi (2004)
- Fuoco su di me, regia di Lamberto Lambertini (2006)
- L'imbroglio nel lenzuolo, regia di Alfonso Arau (2009)
- Reality, regia di Matteo Garrone (2012)
- One Chance, regia di David Frankel (2013)
- Si accettano miracoli, regia di Alessandro Siani (2014)
- Furore - serie TV, regia di Alessio Inturri (2014-in corso)
- Matrimonio al Sud, regia di Paolo Costella (2015)
- Babbo Natale non viene da Nord, regia di Maurizio Casagrande (2015)
- Troppo napoletano, regia di Gianluca Ansanelli (2016)
- Fausto & Furio, regia di Lucio Gaudino (2017)
- Il mio uomo perfetto, regia di Nilo Sciarrone (2018)
- Din Don - Una parrocchia in due, regia di Claudio Norza - film TV (2019)

## Discografia

### Album
- 1976 - Mario Trevi recita le sue sceneggiate nel ruolo di 1º attore
- 1988 - Comicamente
- 2005 - Divertentissimo 1 (con Lino Crispo)
- 2005 - Divertentissimo 2 (con Lino Crispo)

### Singoli
- Apollo 29/Andiamo a Chiavari (con Lino Crispo)